# 帕尔福 (奥地利)
帕尔福（德語：Palfau）是奥地利施蒂利亚州利岑县的一个市镇。总面积58.07平方公里，总人口422人，人口密度7.3人/平方公里（2005年）。